# George Van Cleaf
George Van Cleaf (oktober 1879 - 6 januari 1905) was een Amerikaans waterpolospeler.
George Van Cleaf nam als waterpoloër eenmaal deel aan de Olympische Spelen; in 1904. In 1904 maakte hij deel uit van het Amerikaanse team dat het goud wist te veroveren. Hij speelde voor de club New York Athletic Club
Van Claef nam ook deel aan het onderdeel 4x50 yards vrije slag, zijn team eindigde als 4de.